# Kake (judo)
Kake (jap. 掛け) − końcowa faza rzutu, w technikach Nage-waza w Judo.
Jest to faza kończąca rzut. Poprzedzona jest kuzushi oraz tsukuri. Polega na wykończeniu rzutu, odpowiednim ukierunkowaniu ciała uke, tuż przed upadkiem na matę. Pomiędzy wszystkimi trzema fazami rzutu nie powinno być żadnej przerwy ani zatrzymań ruchu. Cały element techniki powinien być wykonany płynnie.